# Араукарія чилійська
Араукарія чилійська (лат. Araucaria araucana) — вид вічнозелених хвойних дерев з роду араукарія родини араукарієвих.

## Ареал
Батьківщина — Чилі та західна Аргентина.
У 1796, через 16 років після відкриття араукарії чилійської в Америці, вона вже була інтродукована в Англії (перше вирощене дерево проіснувало майже сто років). Пізніше ця араукарія широко поширилася в Західній Європі (аж до Норвегії).

## Екологія
Араукарія чилійська утворює чисті або змішані з південним буком (Nothofagus) ліси аж до верхньої межі лісу. Найкраще розвиваються араукарієві ліси на вулканічних ґрунтах. Найгустіші зарості зустрічаються саме по схилах вулканів. Араукарія чилійська світлолюбна, росте в умовах вологого клімату, на рівномірно вологих, але незаболочених, досить багатих поживними речовинами ґрунтах. Добре переносить і посушливі умови, а також невеликі морози.

## Морфологічний опис
Араукарія чилійська, як і Араукарія Бідвілла, — дуже великі дерева, що досягають (жіночі екземпляри) висоти 60 м при діаметрі стовбура до 1,5 м. Крона молодих дерев широкопірамідальна, причому нижні її гілки лежать прямо на землі. З віком нижні гілки зазвичай обпадають. Бічні гілки дорослих дерев розташовані по 6–7 у колотівках, вони горизонтально простягнені або трохи звисають у старих дерев; крона стає плоско-зонтикоподібною, розташованою лише на самій вершині стовбура. Кора смолиста, товста, поздовжньо-тріщинувата.
Приріст молодих рослин (до 30–150-річного віку) може досягати 45 см щороку, а потім зменшується до 10–15 см. Цим араукарії різко відрізняються від надзвичайно повільно зростаючих агатіса.
Листя араукарії чилійської жорсткі, колючі, темно-зелені, спірально розташовані, покривають гілки дуже щільно один до одного. Довжина листків 2,5–4 см, ширина 1,5–2,5 см, за формою вони яйцеподібні із загостреною верхівкою, до пагона прикріплені широкою основою, знизу — злегка кілюваті. Живуть листя до 40 років.
Характерною особливістю араукарії чилійської є її мікростробіли. Вони пазушні, поодинокі (але дуже часто зближені в групи у самої верхівки гілки по 2–4–6), прямі, циліндричні, іноді майже овальні, біля основи оточені вегетативними листям.
Шишки на коротких бічних гілках, вегетативні листя яких поступово переходять в луски шишок. Зрілі шишки коричневі, кулясті, діаметром 12–18 см (вони досягають маси 1,6 кг), спочатку покриті довгими, витягнутими до 3 см і загнутими догори вістрями покривних лусок, які згодом обламуються.
Дорослі дерева дають 20–30 шишок, в у кожній з яких міститься до 200–300 великих насінин. При дозріванні шишка розсипається. Зріле насіння довгасте, злегка стисле, довжиною 2,5–4 см, по краях насіння помітні вузькі облямівки, залишки крила.

## Використання
Великі насіння араукарії чилійської поживні і смачні. Їх вживають у їжу у сирому або підсмаженому вигляді. Деревина цієї араукарії жовтувато-білого кольору, її використовують у будівництві. Смола використовується в народній медицині арауканів. Араукарія чилійська — вельми цінна декоративна рослина. Розмножують її як насінням, так і живцями.
Араукарію чилійську вирощують на Кримському узбережжі Чорного моря

## Галерея

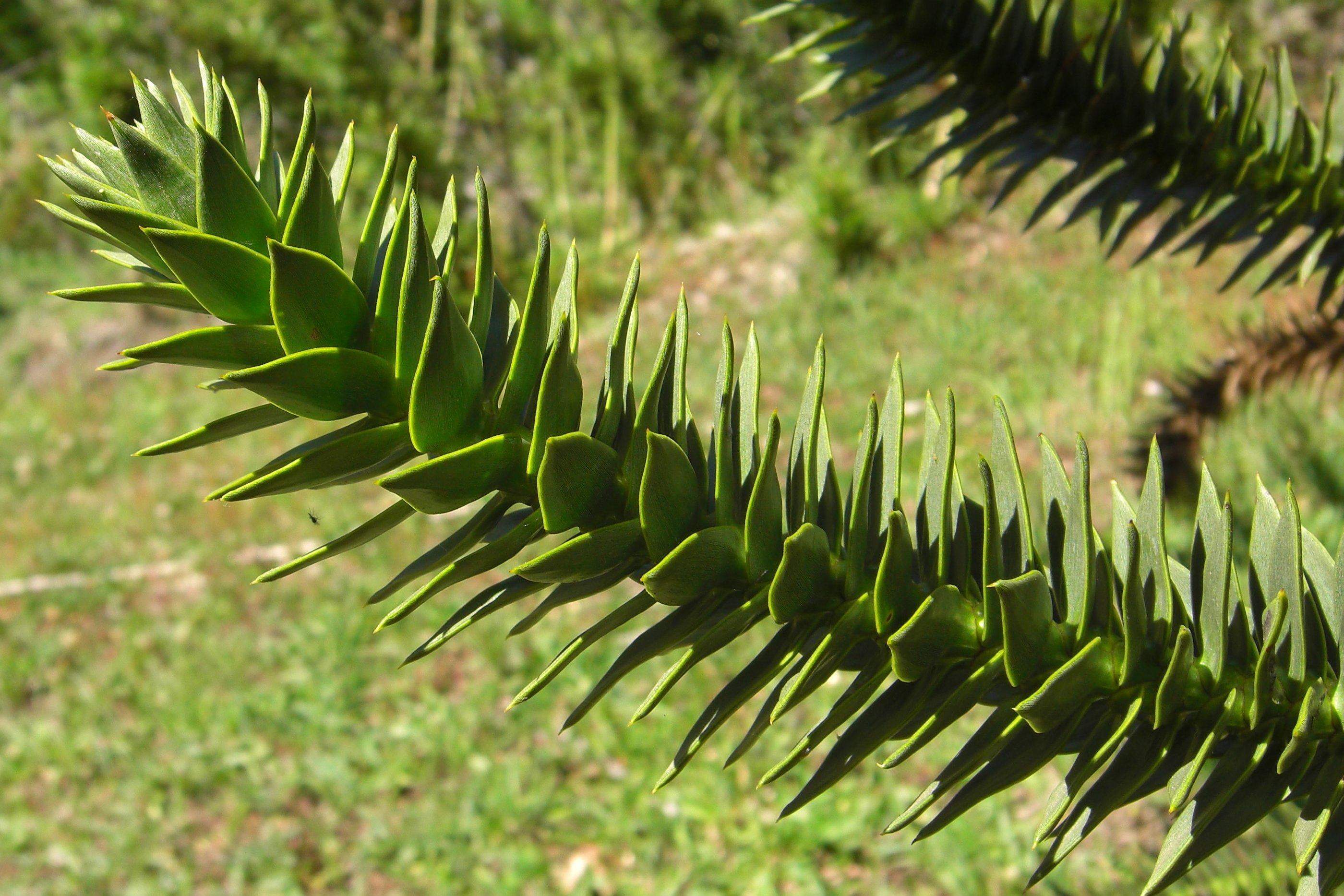
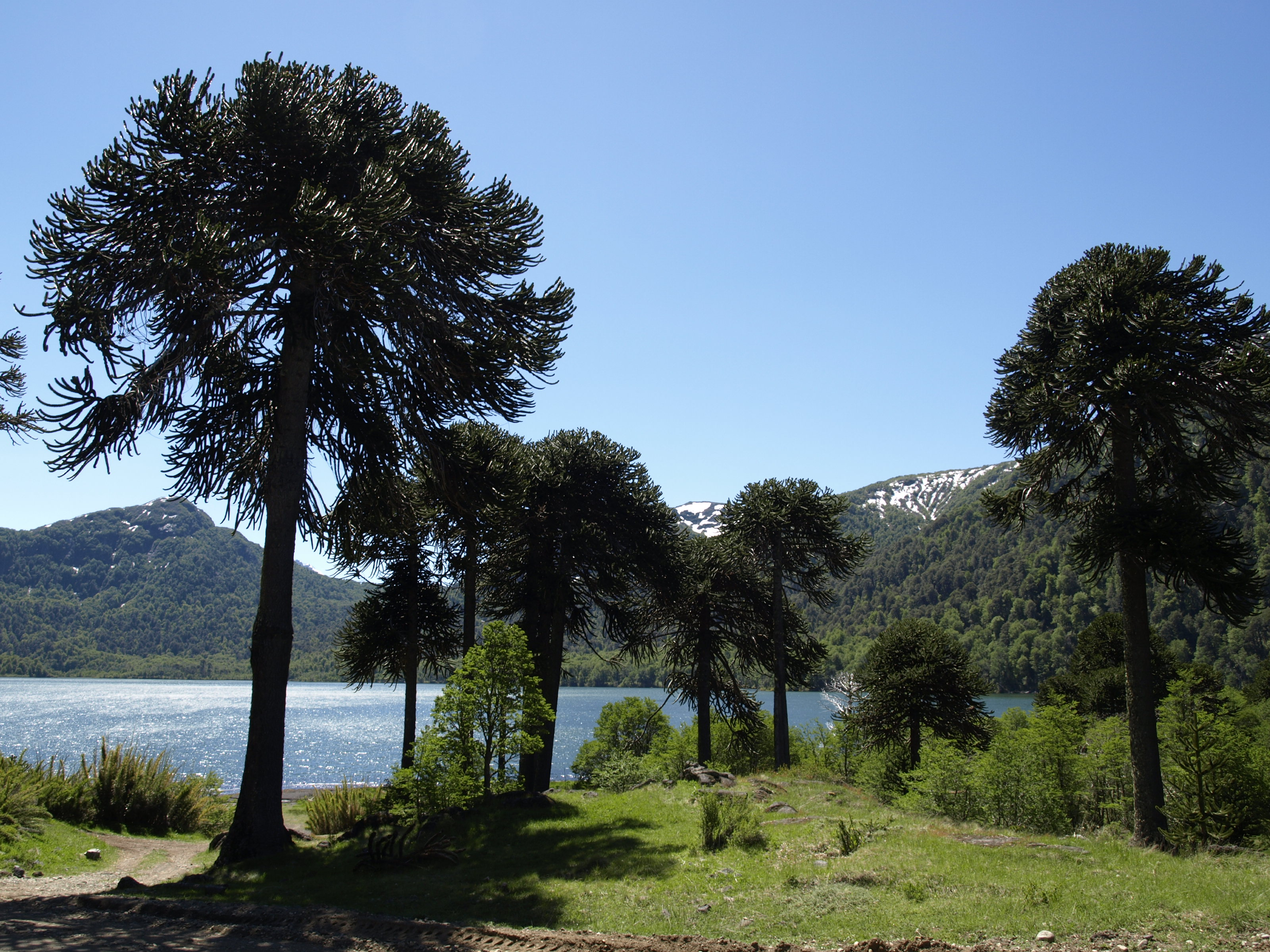
Араукарія чилійська в національному парку Вільяррика
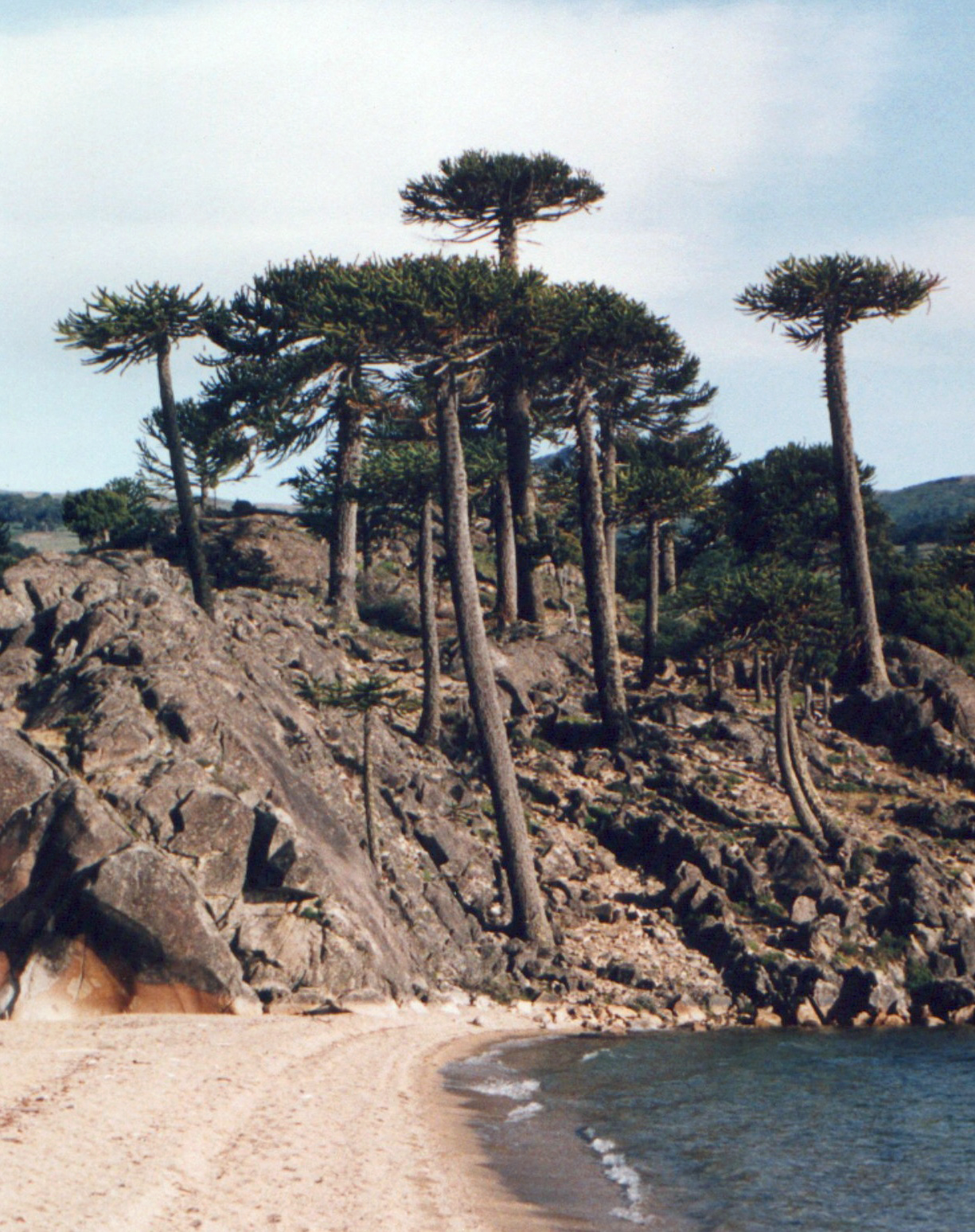
Araucaria araucana in the Argentine Andes
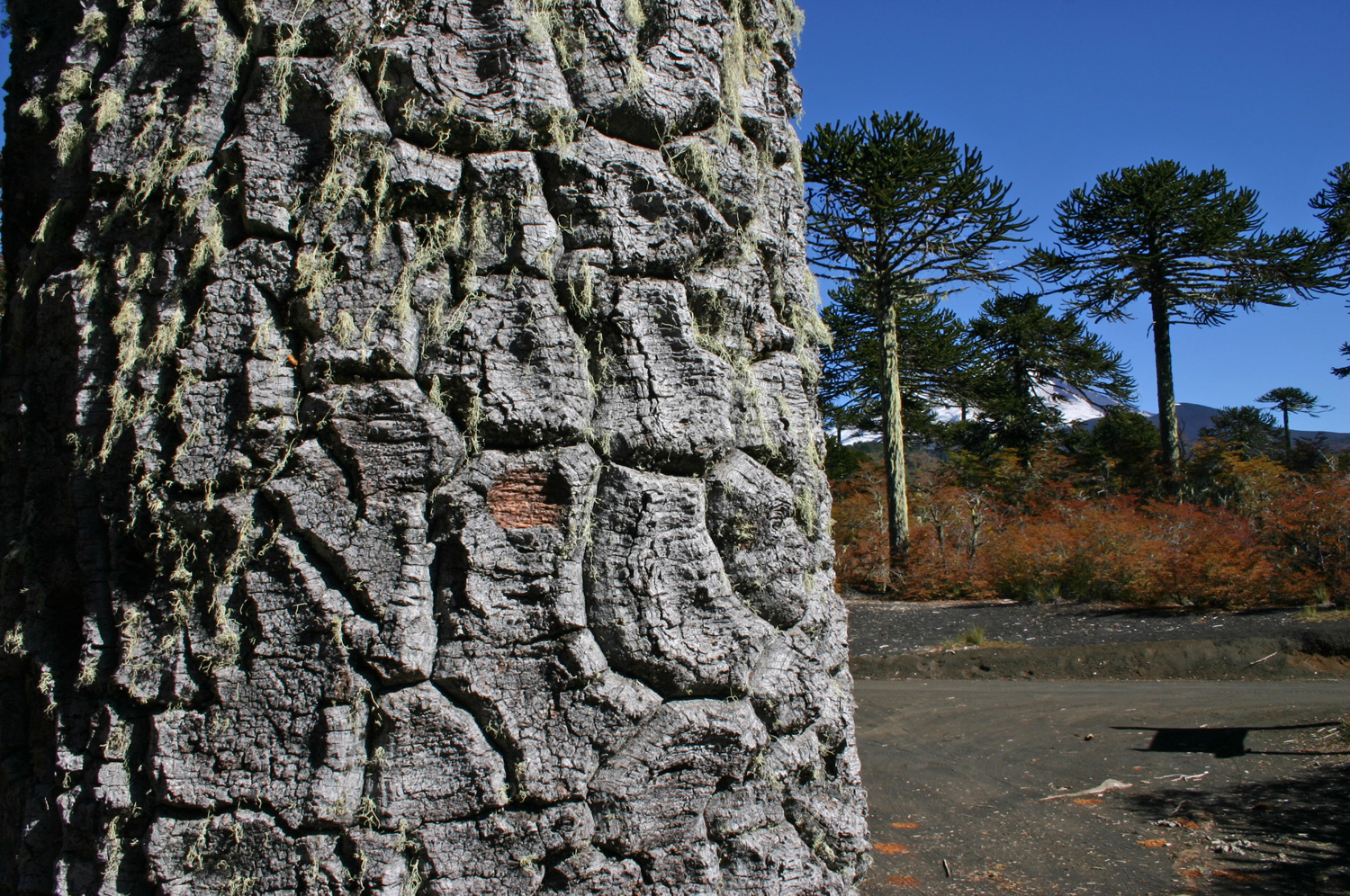
Bark of a tree in Conguillío National Park, Chile
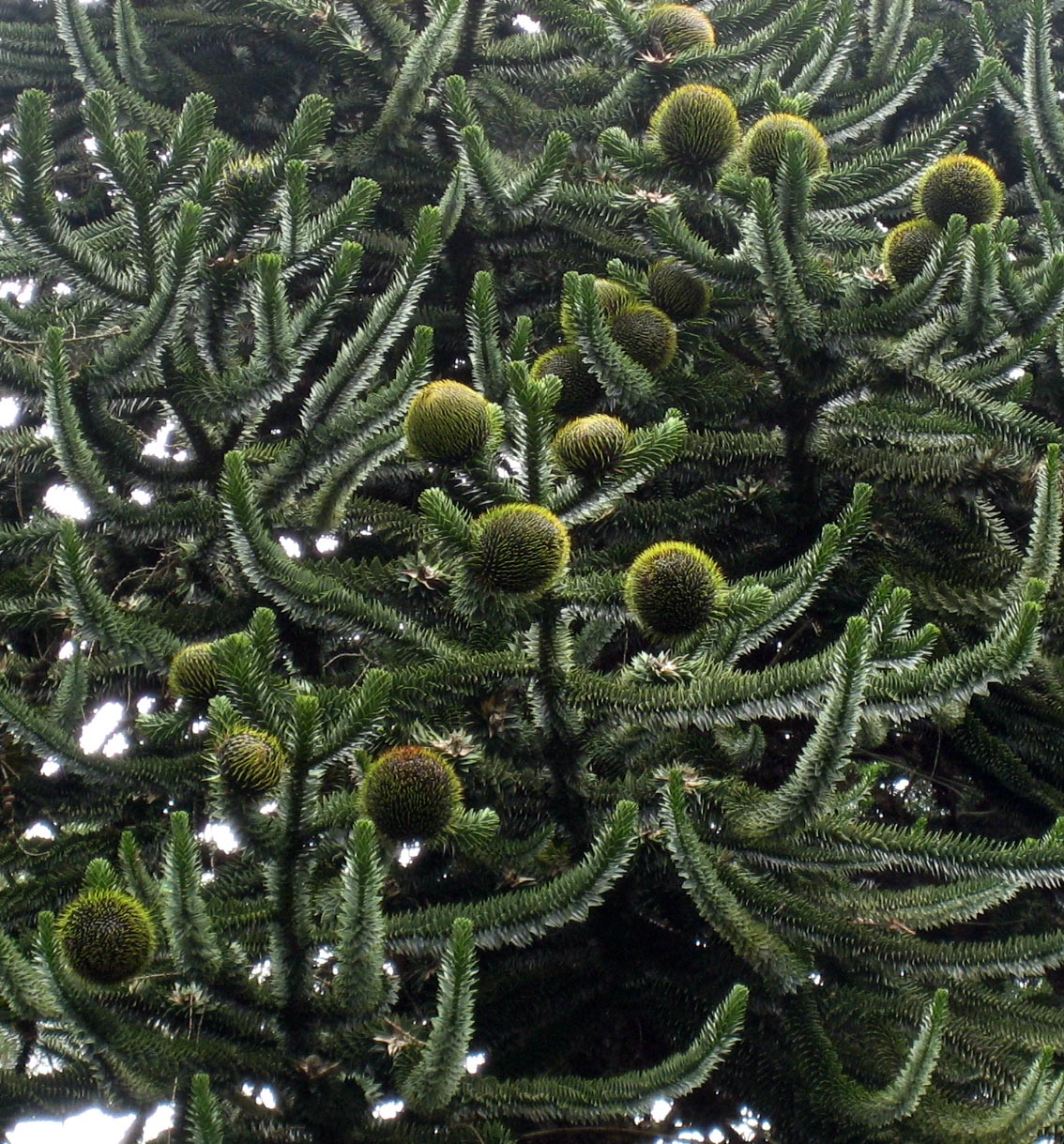
Female cones
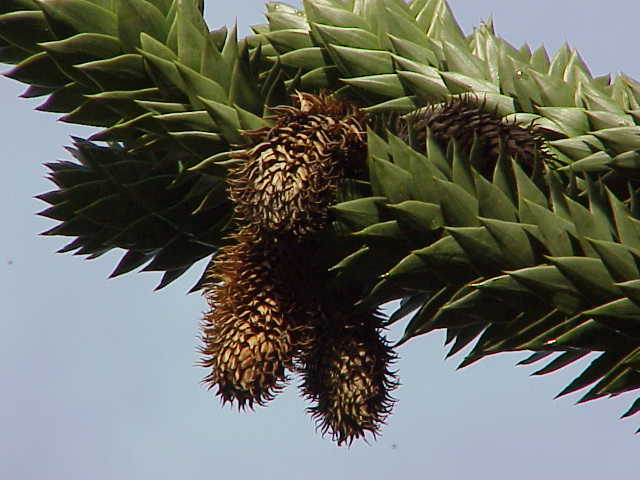
Male cones
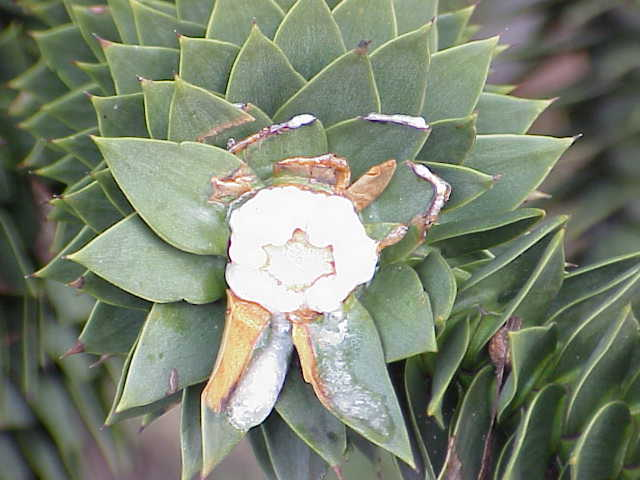
Part of a branch of a cultivated tree
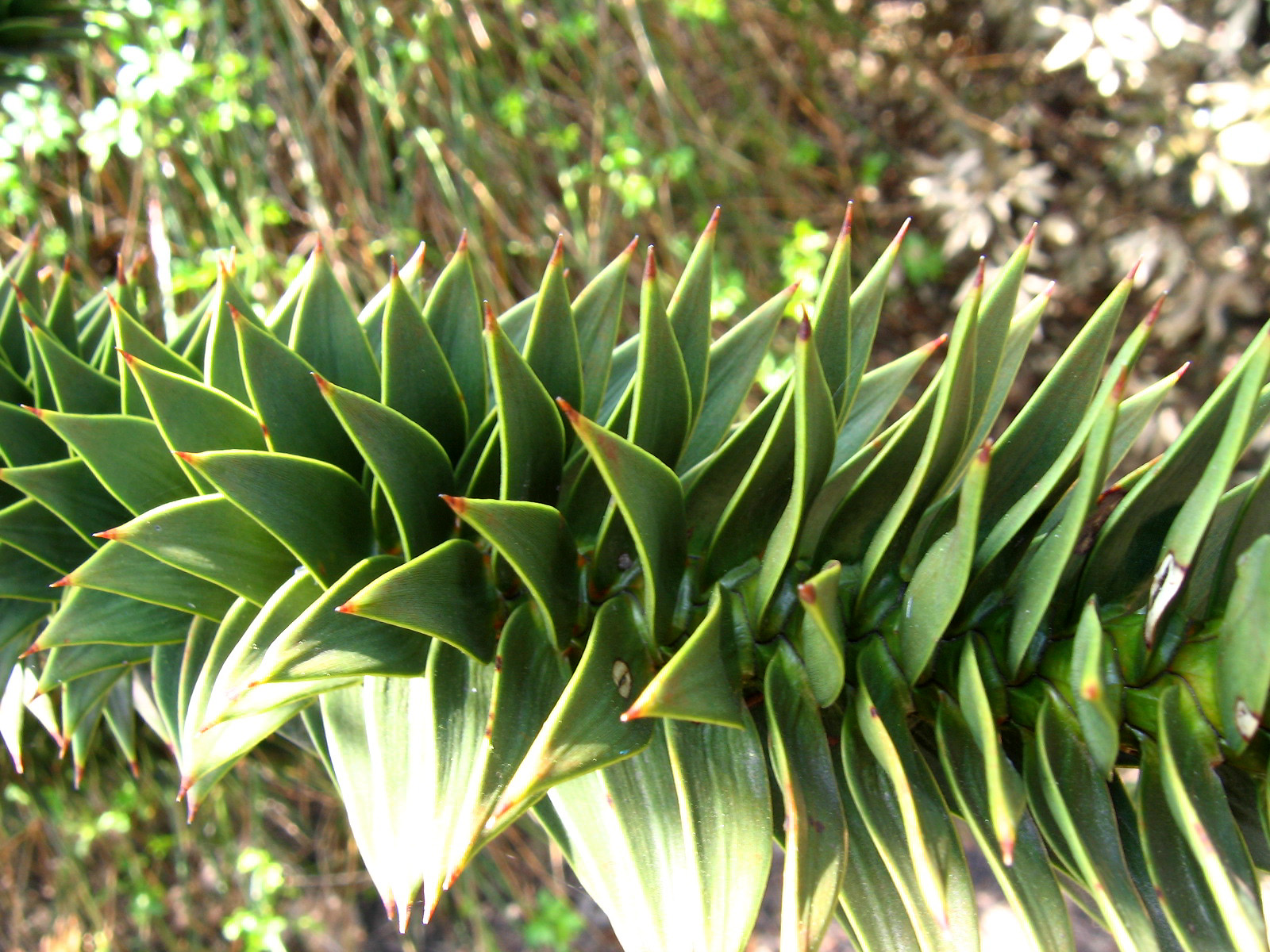
A. araucana, Botanical Garden, Wrocław, Poland
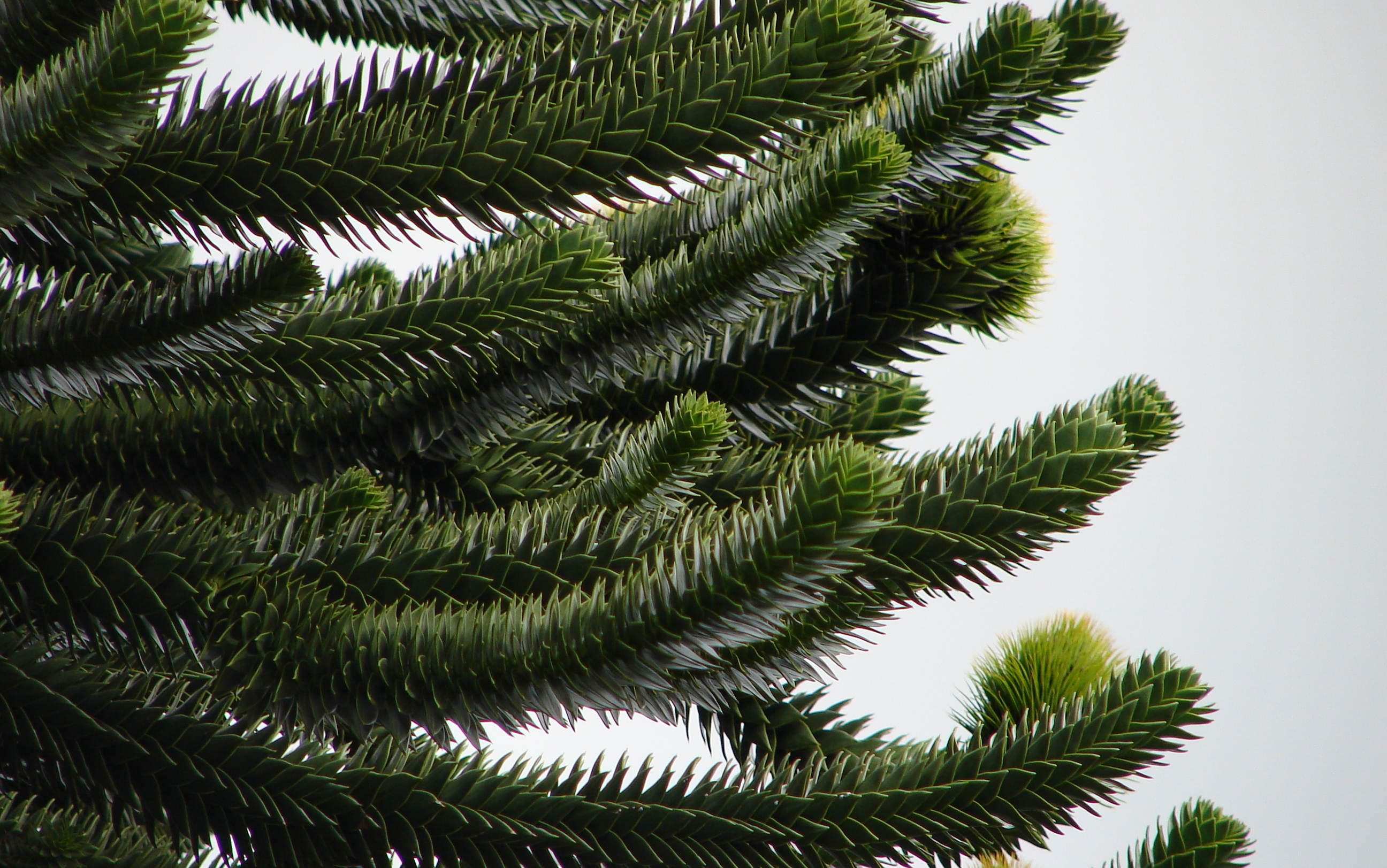
A. araucana branch
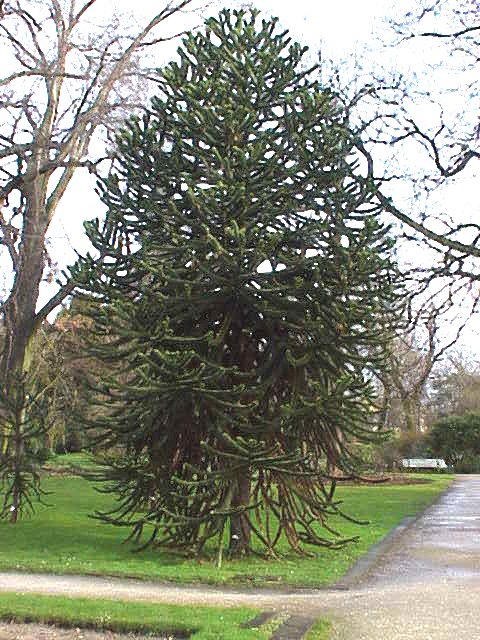
Monkey puzzle trees are popularly grown as ornamental trees.
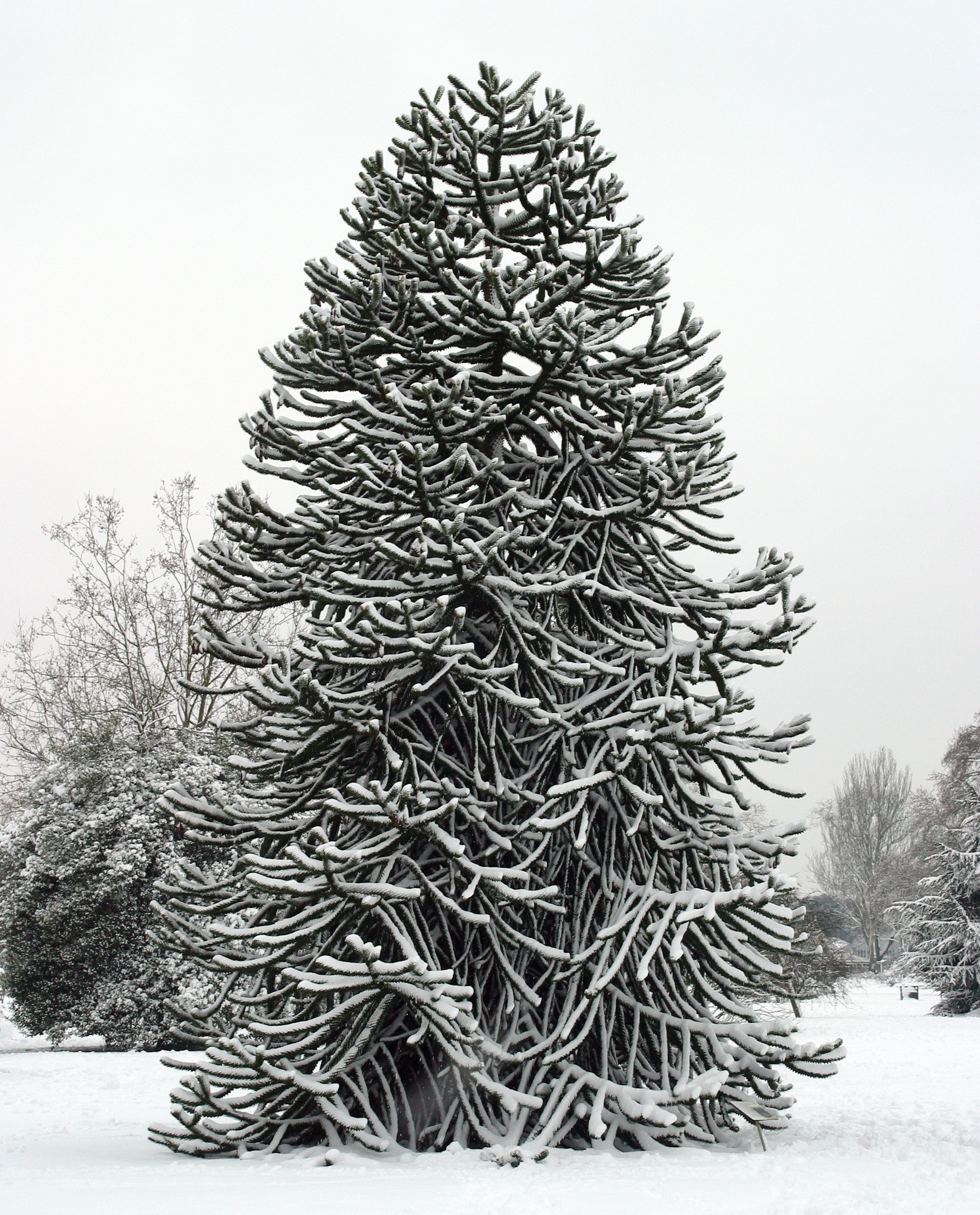
Juvenile tree in winter
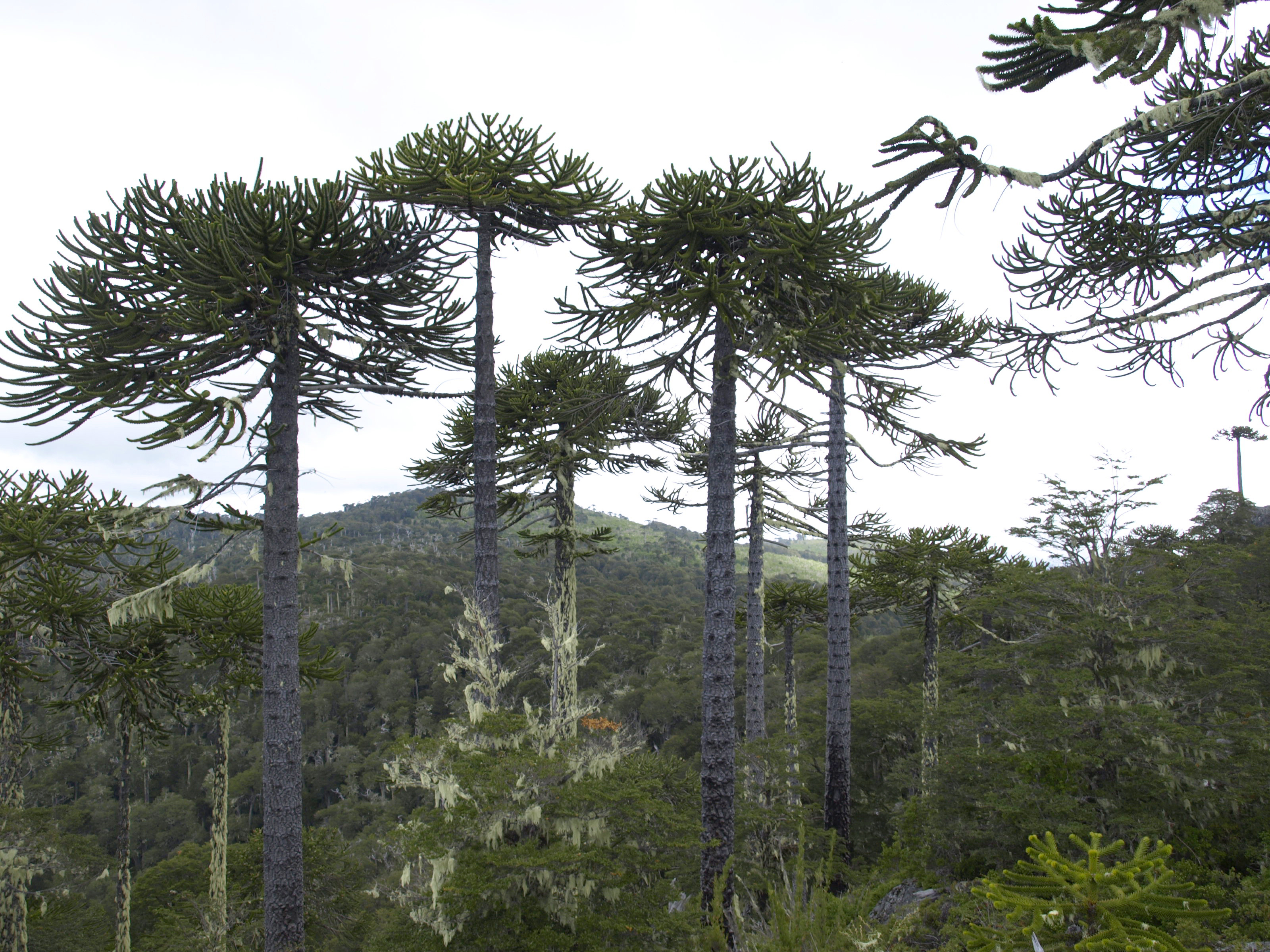
Mixed forest of Araucaria and coigüe in Nahuelbuta National Park, Chile
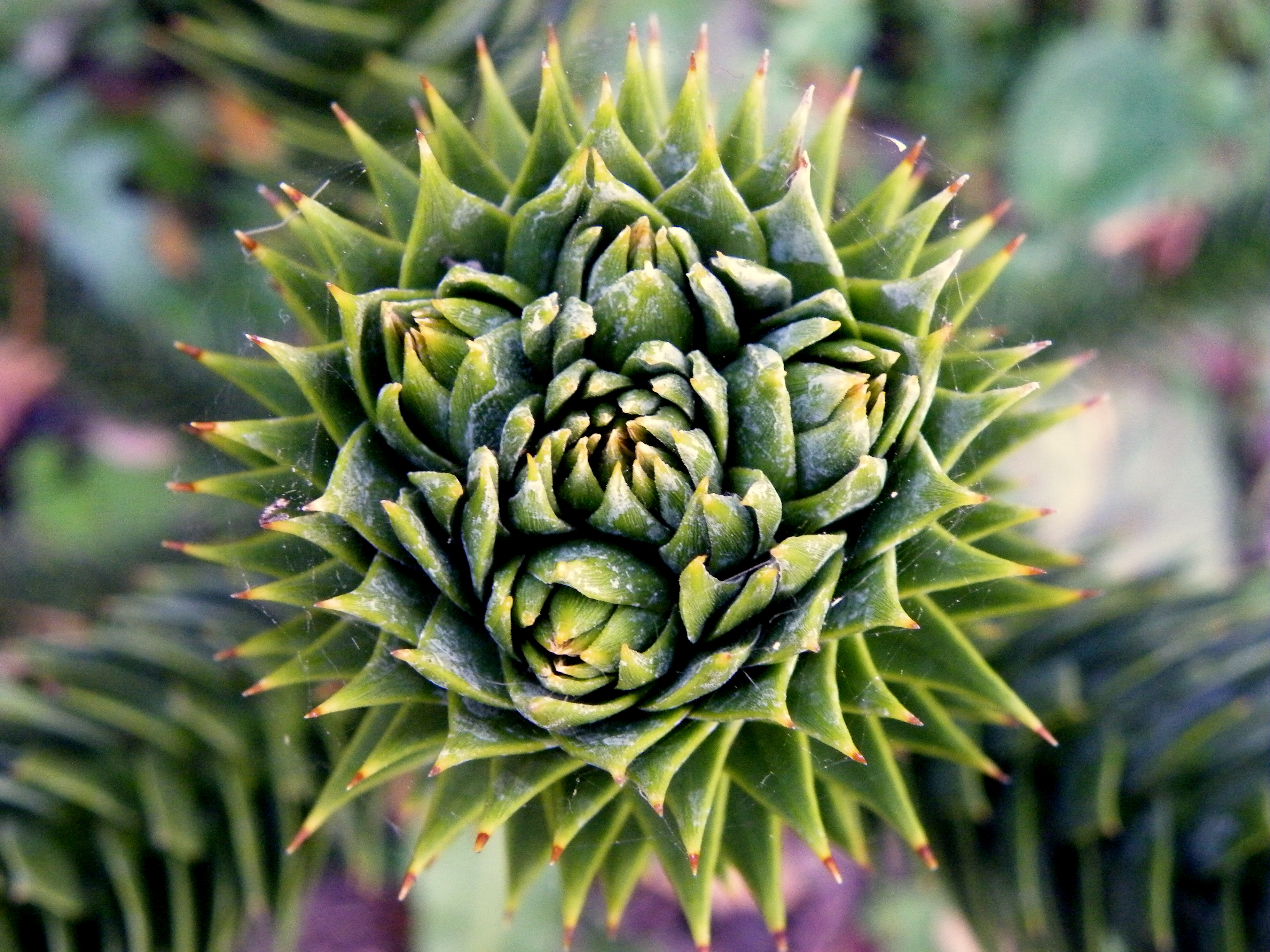
Araucaria araucana in Botanical Garden Jevremovac (Belgrade)